# شيماند
شيماند هي قرية تقع في إقليم أراد في رومانيا. تبعد عن أراد 30 كم.

## السكان
حسب إحصائيات 2002 بلغ عدد سكان القرية 4,144 نسمة.